# Leitgeringer See
Der Leitgeringer See befindet sich auf der Gemarkung der Stadt Tittmoning im bayerischen Landkreis Traunstein in Deutschland. 
Er liegt zweieinhalb Kilometer nordwestlich des Stadtzentrums und ist etwa 1,7 Kilometer Luftlinie von der österreichischen Grenze (Salzach) entfernt. Mit 460 Meter liegt er etwa 90 Höhenmeter oberhalb der Salzach. Am Nordufer liegt der namensgebende Ort Leitgering.
Der See ist stark gebuchtet; am westlichen Seeufer befindet sich mit dem Astener Moos ein kleines Feuchtgebiet, das zusammen mit dem See (15 Hektar) eine Fläche von rund 18 Hektar hat. Der See ist vollständig von einem Gehölzsaum umgeben. Er ist als Landschaftsschutzgebiet ausgewiesen. Das Baden ist erlaubt, das Befahren mit Motorbooten nicht. Es gibt einen Verleih von Tret- und Ruderbooten sowie Stand-up-Paddle-Boards, einen Campingplatz und das „Strandbad“.